# Помнить или забыть
«Помнить или забыть» (латыш. Atcerēties vai aizmirst) — драма режиссёра Яниса Стрейча, снятая в 1981 году на Рижской киностудии по сценарию Олега Руднева.

## Сюжет
Нина Янсон живёт обеспеченной жизнью. Её муж Николай руководит трестом, часто и подолгу бывает за границей. У них иностранная машина и престижная квартира в центре города.
Имея проблемы со здоровьем, Нина не решается заводить детей. Приехавшая в гости подруга советует ей рискнуть, чтобы крепче привязать мужа к семье.
По ошибке медсестры, новорождённый, направленный в реанимационное отделение, был назван умершим. Нина боится сказать мужу правду и усыновляет чужого ребёнка. Когда выясняется ошибка, она отказывается забирать своего сына. Его берёт к себе медсестра Инта, привязавшаяся к мальчику.
Через несколько лет у Нины просыпается материнское чувство, и она не находит себе места. Привыкшая к исполнению любого своего каприза, она начинает преследовать Инту, угрожая ей и требуя вернуть ребёнка. Для медсестры этот ребёнок стал родным и она серьёзно опасается, что его могут у неё забрать.
Когда муж Нины узнаёт, что его сын воспитывается другими людьми, ситуация становится ещё более тупиковой. Жизнь поставила перед ними такие вопросы, на которые невозможно найти ответ.

## В ролях
- Людмила Чурсина — Нина Янсон
- Гирт Яковлев — Николай Янсон
- Дзидра Ритенберга — доктор в детском отделении врожденной патологии
- Анда Зайце — Инта, приёмная мать
- Регина Разума — Кретова
- Эдуард Павулс — художник Бертуланс
- Илга Витола — санитарка
- Эвалдс Валтерс — услужливый дворник
- Ивар Калныньш — Краузе, проситель в приёмной
- Татьяна Поппе — соседка
- Паул Буткевич — гость Янсонов
- Таливалдис Аболиньш — Антон
- Алексей Михайлов — Баруп
- Майя Кирсе — эпизод
- Валдис Лиепиньш — эпизод
- Майя Сержане — эпизод
- Велта Страуме — эпизод

## Съёмочная группа
- Автор сценария: Олег Руднев
- Режиссёр: Янис Стрейч
- Оператор: Харий Кукелс
- Художник: Василий Масс
- Звукорежиссёр: Глеб Коротеев
- В фильме исполняется музыка Джованни Перголези и Антонио Вивальди.